# Kitzmiller
Kitzmiller és una població dels Estats Units a l'estat de Maryland. Segons el cens del 2000 tenia 302 habitants.

## Demografia
Segons el cens del 2000, Kitzmiller tenia 302 habitants, 127 habitatges, i 91 famílies. La densitat de població era de 448,5 habitants/km².
Dels 127 habitatges en un 36,2% hi vivien nens de menys de 18 anys, en un 50,4% hi vivien parelles casades, en un 14,2% dones solteres, i en un 27,6% no eren unitats familiars. En el 26,8% dels habitatges hi vivien persones soles el 21,3% de les quals corresponia a persones de 65 anys o més que vivien soles. El nombre mitjà de persones vivint en cada habitatge era de 2,38 i el nombre mitjà de persones que vivien en cada família era de 2,83.
Per edats la població es repartia de la següent manera: un 25,2% tenia menys de 18 anys, un 6,6% entre 18 i 24, un 26,5% entre 25 i 44, un 21,5% de 45 a 60 i un 20,2% 65 anys o més.
L'edat mediana era de 39 anys. Per cada 100 dones de 18 o més anys hi havia 89,9 homes.
La renda mediana per habitatge era de 25.000 $ i la renda mediana per família de 29.167 $. Els homes tenien una renda mediana de 21.528 $ mentre que les dones 16.563 $. La renda per capita de la població era de 12.365 $. Entorn del 20,5% de les famílies i el 21,5% de la població estaven per davall del llindar de pobresa.

## Poblacions més properes
El següent diagrama mostra les poblacions més properes.